# Street Fighter
Street Fighter je série arkádových bojových videoher od japonského vývojáře Capcom. První hra v sérii byla vydána v roce 1987, následovalo šest dalších her hlavní série, různé vedlejší rozšíření a titul vyšel v dalších médiích. Druhý díl z roku 1991 proslavil žánr bojových videoher jeden na jednoho a inspiroval tak mnoho dalších videoher. Je to jedna z nejprodávanějších herních sérií, k roku 2021 se prodalo přes 49 milionu kopií a půl milionu hracích automatů. Street Fighter II je třetí nejvýdělečnější arkádová hra v historii, po Space Invaders a Pac-Manovi.

## Postavy

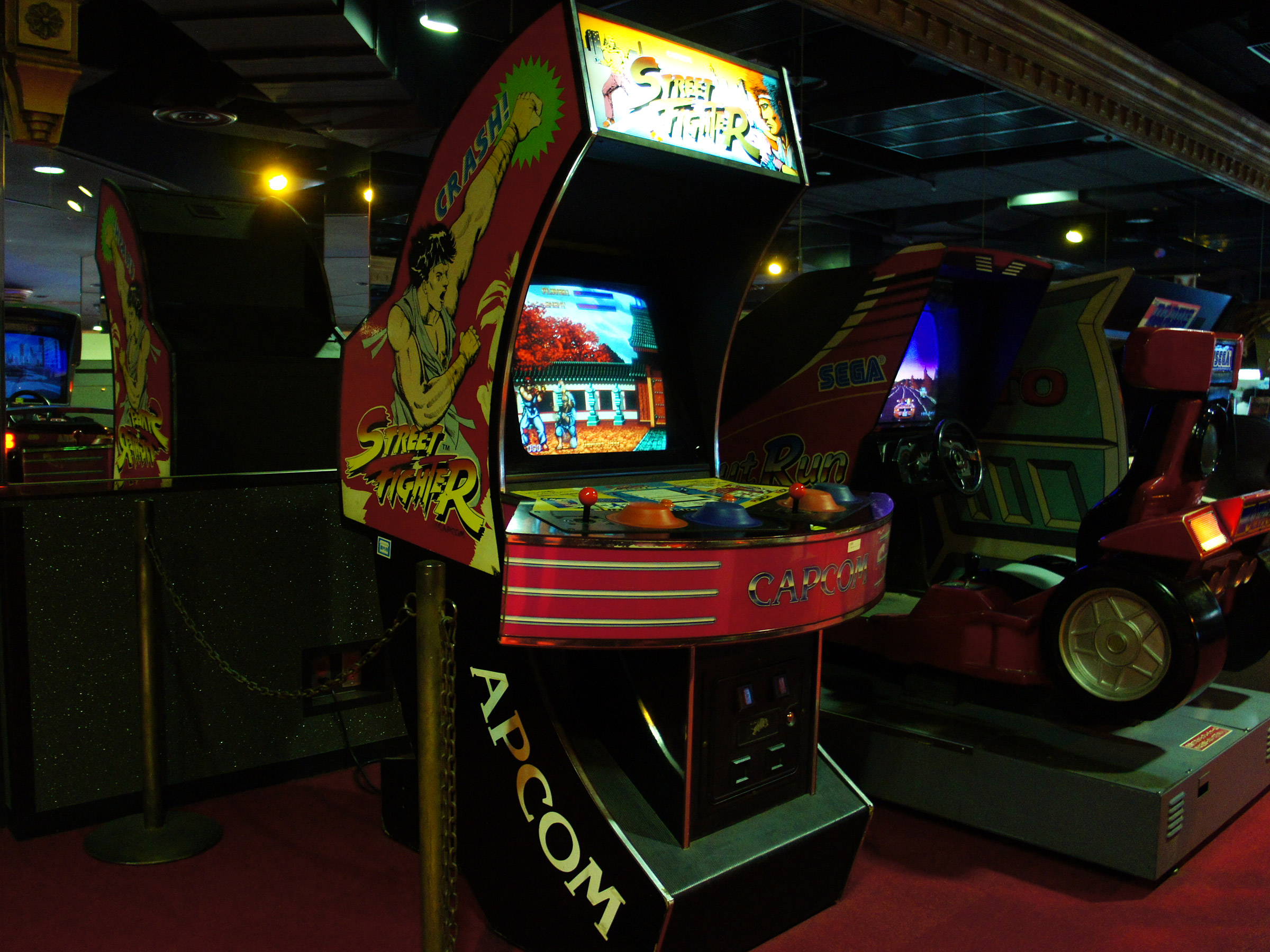
Hrací automat Street Fighter

Hlavní hrdinové jsou v prvním díle mladí bojovníci Ryu z Japonska a Ken ze Spojených států, kteří soutěží ve světovém turnaji Street Fighter, aby prokázali svou sílu. Prvních osm počítačově řízených protivníků bylo: bývalý instruktor Šórindži kempó Retsu a nindža Geki z Japonska, šampion karate Joe a boxer Mike ze Spojených států, odborník na čínský box Lee a starší Kung-fu bojovník Gen z Číny, vyhazovač Birdie a bodyguard Eagle z Anglie. Po poražení těchto osmi vyzyvatelů se s hráčem utkají v Thajsku poslední dva protivníci: mistr Muay Thai Adon a jeho mentor Sagat, pověstný „císař Muay Thai“.
Ve druhém díle se vrací Ryu a Ken a přibylo šest nových postav: japonský sumo bojovník E. Honda, člen speciálních sil letectva Spojených států Guile, sovětský bojovník sambo Zangief, čínská členka Interpolu Chun-Li, indický mistr jógy Dhalsim a mutant vytvořený Shadaloo organizací Blanka z Brazílie. Další čtyři počítačově řízení protivníci byly: americký boxer Balrog, španělský toreador Vega, Muay Thai bojovník Sagat a hlavní padouch M. Bison, který chce se svou organizací Shadaloo ovládnout svět.
V dalších rozšířených PC verzí druhého dílu byli představené tyto postavy: filmová hvězda Fei Long z Hongkongu, kickboxer Dee Jay z Jamajky, indián T. Hawk z Mexika, agentka MI6 Cammy z Anglie, japonský bojovník nindžutsu Guy, americký vůdce gangu Sodom, bývalý kapitán letectva Spojených států Charlie Nash, italská mystická věštkyně Rose, bojovník karate Dan z Hongkongu, japonská studentka Sakura, německý bojovník eskrima Rolento a japonský bojovník temné síly Akuma.
Třetí díl představil postavy: kickboxer Alex z New Yorku, boxer Dudley z Anglie, mutant Necro z Ruska, bojovnice capoeira Elena z Keni, ninja bojovnice Ibuki, japonský poustevník Oro, brazilský student Sean, dvojčata Yun a Yang z Hongkongu, a hlavní padouch Gill.
Ve čtvrtém díle se objevily tyto nové postavy: francouzský MMA bojovník s amnézií Abel, americká tajná agentka Crimson Viper, zápasník Lucha Libre El Fuerte, bývalý učitel Ryu a Kena mistr Gouken, obézní americký kung-fu bojovník Rufus, jeden z geneticky upravených lidí vytvořený pro M. Bisona a finální boss Seth.
Pátý díl přinesl nové postavy: bojovnice brazilského jiu-jitsu Laura, bojovnice mixovaných stylů vytvořených její bohatou rodinou Karin, aztécký válečník Necalli, japonská wrestlingová zápasnice R. Mika, bojovník z Blízkého východu Rashid a zástupce M. Bisona v Shadaloo organizaci F.A.N.G.

## Hry série

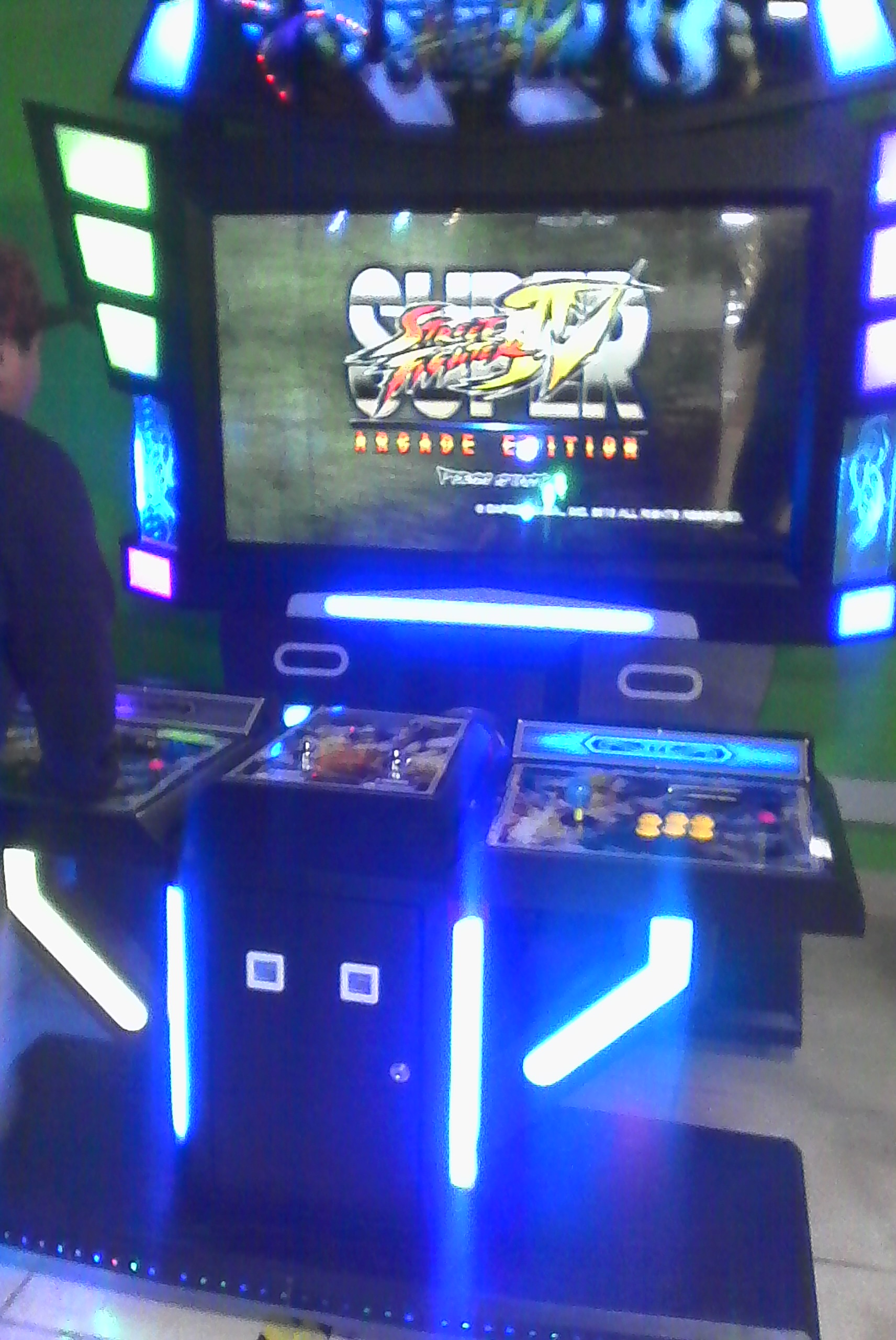
Hrací automat Super Street Fighter IV

- Street Fighter – 1987: ZX Spectrum, Commodore 64, Atari ST, DOS a PC Engine
- Street Fighter II: The World Warrior – 1991: SNES, Mega Drive, Amiga, Amstrad CPC, Atari ST, PC Engine, Commodore 64, ZX Spectrum, DOS, Game Boy, Sega Master System, PlayStation a Java ME
  - Street Fighter II: Champion Edition – 1992, čtyři protivníci jsou nyní hratelní: PC Engine, Mega Drive, Sharp X68000, Master System, PlayStation a Sega Saturn
  - Street Fighter II Turbo – 1992, zrychlení soubojů: SNES, Sega Saturn a PlayStation
  - Super Street Fighter II: The New Challengers – 1993, čtyři nové postavy: Amiga, FM Towns, DOS, Sharp X68000, PlayStation, Sega Saturn, Mega Drive a SNES
  - Street Fighter Alpha – 1995: PlayStation, Saturn, Windows, Game Boy Color a Java ME
  - Street Fighter: The Movie – 1996: jen videoherní automaty
  - Street Fighter Alpha 2 – 1996: PlayStation, Sega Saturn, SNES a Windows
  - Ultra Street Fighter II: The Final Challengers – 2017: Nintendo Switch
- Street Fighter III: New Generation – 1997: Dreamcast
  - Street Fighter III: 2nd Impact – 1997: Dreamcast
  - Street Fighter Alpha 3 – 1998: PlayStation, Dreamcast, Saturn, Game Boy Advance, PlayStation Portable
  - Street Fighter III: 3rd Strike – 1999: Dreamcast, PlayStation 2, Xbox
- Street Fighter IV – 2008: PlayStation 3, Xbox 360, Windows, PlayStation 4, Xbox One, Nintendo 3DS, iOS a Android
  - Super Street Fighter IV – 2010: PlayStation 3 a Xbox 360
- Street Fighter V – 2016: PlayStation 4 a Windows
- Street Fighter 6 – 2023: PlayStation 4, PlayStation 5, Windows a Xbox Series X/S

## Crossover série
- X-Men vs. Street Fighter – 1996: PlayStation, Sega Saturn
- Marvel Super Heroes vs. Street Fighter – 1997: PlayStation, Sega Saturn
- Street Fighter X Tekken – 2012: Windows, PlayStation 3, Xbox 360, PlayStation Vita
- Street Fighter X Mega Man – 2012: Windows

## Ostatní média
Na motivy hry vyšlo několik animovaných a hraných filmů, komiksů a mang. Z nichž nejznámější je hraný film Street Fighter: Poslední boj z roku 1994, v hlavních rolích byl obsazen Jean-Claude van Damme, Ming-Na Wen, Kylie Minogue a Raul Julia. Další byly japonský anime film Street Fighter II Movie (1994), americký animovaný seriál Street Fighter: The Animated Series (1995) a japonský anime seriál Street Fighter 2: V (1995), japonský anime film Street Fighter Zero: The Animation (1999), japonský animovaný film Street Fighter IV: The Ties That Bind (2009) a britský hraný seriál Street Fighter: Assassin's Fist (2014).